# ميشيل جوس
ميشيل جوس (بالهولندية: Michelle Goos) مواليد 27 ديسمبر 1989 في أمستردام، هي لاعبة كرة يد هولندية تلعب كجناح أيسر. مثلت منتخب هولندا لكرة اليد للسيدات. شاركت في دورة الألعاب الأولمبية الصيفية سنة 2016. حققت المركز الثاني في بطولة العالم لكرة اليد للسيدات 2015.

## سجل المنافسة
شاركت في البطولات التالية:
- الألعاب الأولمبية الصيفية 2016
- بطولة العالم لكرة اليد للسيدات 2015
- بطولة أوروبا لكرة اليد للسيدات 2014
- بطولة أوروبا لكرة اليد للسيدات 2016

## الميداليات
| الميدالية | المسابقة                            |
| --------- | ----------------------------------- |
| فضية      | بطولة العالم لكرة اليد للسيدات 2015 |
| فضية      | بطولة أوروبا لكرة اليد للسيدات 2016 |

## روابط خارجية
- ميشيل جوس على موقع الاتحاد الدولي لكرة اليد (الإنجليزية)
- ميشيل جوس على موقع الاتحاد الأوروبي لكرة اليد (الإنجليزية)
- ميشيل جوس على موقع اللجنة الأولمبية الدولية (الإنجليزية)
- ميشيل جوس على موقع أوليمبيديا (الإنجليزية)
- ميشيل جوس على موقع تيم أن.أل (الهولندية)